# Svrljiške planine
Les Svrljiške planine (en serbe cyrillique : Сврљишке планине) ou montagnes de Svrljig, constituent un ensemble montagneux du sud-est de la Serbie. Elles culminent au Zeleni vrh qui s'élève à une altitude de 1 334 m et se trouvent dans la partie la plus occidentale de la chaîne du Grand Balkan.

## Géographie
Les Svrljiške planine sont situées au sud de Svrljig, à l'est de Niš, au nord de Bela Palanka et au nord-ouest de Pirot. Elles sont entourées et délimitées par les monts Tresibaba au nord, Drenska planina à l'est, par la rivière Nišava et, au-delà, par la Suva planina au sud, par le mont Kalafat au nord-ouest, par la dépression de Niš et la rivière Južna Morava à l'ouest.